# Strug (samhälle)
Strug är ett samhälle i Montenegro. Det ligger i den centrala delen av landet, 50 km norr om huvudstaden Podgorica. Strug ligger 1 469 meter över havet och antalet invånare är 389.
Terrängen runt Strug är huvudsakligen kuperad, men åt sydost är den bergig. Runt Strug är det ganska glesbefolkat, med 48 invånare per kvadratkilometer. Närmaste större samhälle är Šavnik, 8,8 km väster om Strug. Trakten runt Strug består till största delen av jordbruksmark.